# منظمة الشبيبة الكاثوليكية

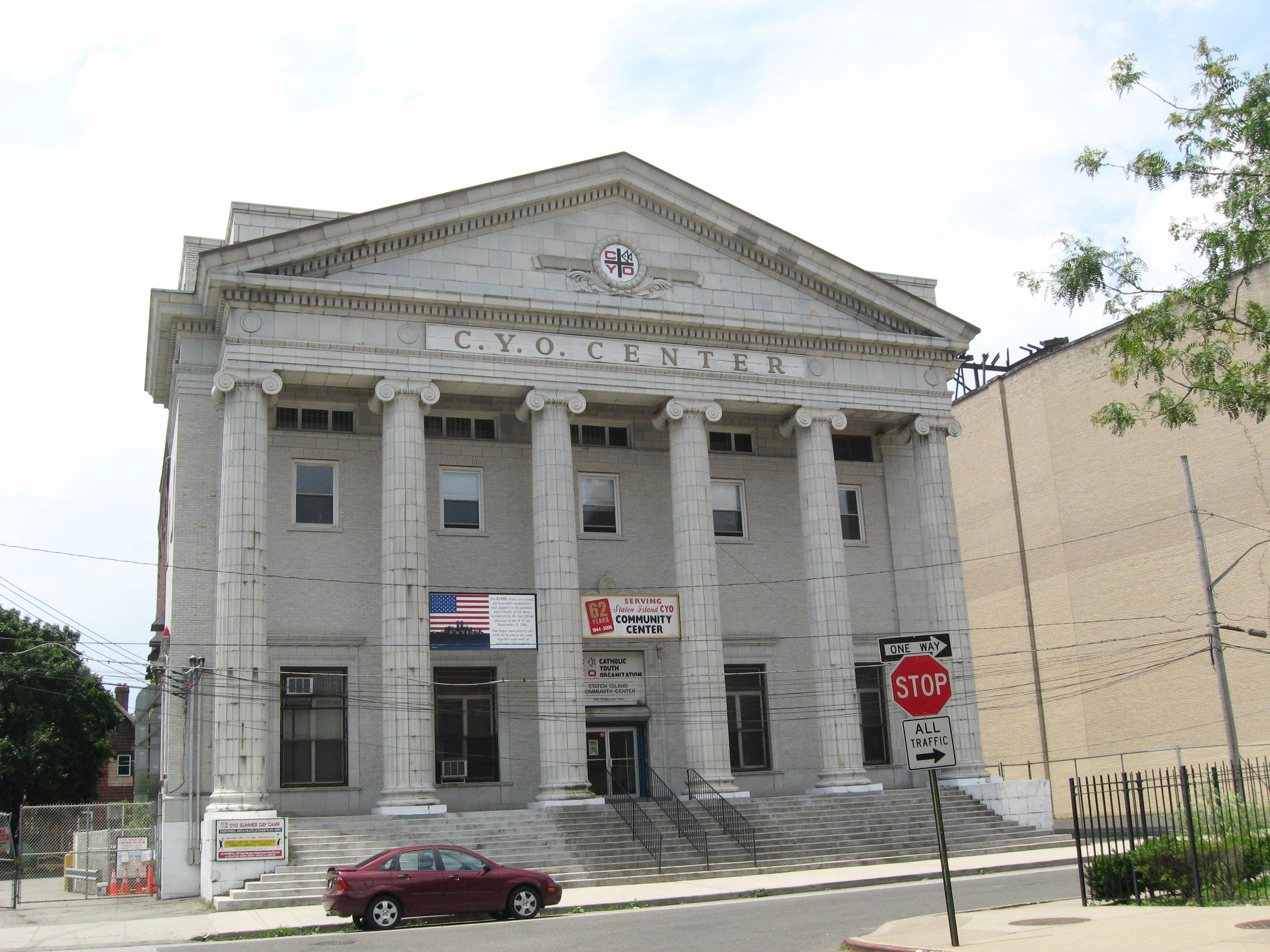

منظمة الشبيبة الكاثوليكية (بالإنجليزية: Catholic Youth Organization)‏ هي منظمة شبابية كاثوليكية رومانية نشأت في شيكاغو.

## التاريخ
بدأ أول مدير تنفيذي للشؤون السياسية من قبل قسيس السجن والأسقف المساعد برنارد ج. شيل في شيكاغو في عام 1930 أثناء الكساد الكبير. تم تصور ال CYO أولًا كجمعية رياضية. كان هدفها هو تزويد الشباب الذكور ، وخاصة من الطبقة العاملة ،بنشاط ترفيهي بناء على أمل منعهم عن المشاركة في الأنشطة الإجرامية. تبنى أول مديرين تنفيذيين للشؤون العامة هياكل مشابهة لحركة الشباب البروتستانتية الأقدم ، جمعية الشبان المسيحية. ومع ذلك ، على عكس YMCA ، استخدم CYO التعاليم الاجتماعية الكاثوليكية وأيديولوجية الصفقة الجديدة. وأيضًا، تحت رعاية رئيس الأساقفة جورج كاردينال موندلين ، أصبح مبدأ أساسيًا في CYO عدم التمييز على أساس العرق أو الدين أو الجنس ، كما كان شائعًا في المنظمات الشبابية الأخرى في ذلك الوقت.

## أهداف
الأهداف الرئيسية للمنظمة هي إرشاد الشباب الكاثوليك ليعيشوا حياة مسيحية منذ الصغر ، وتنمية الثقة بين أقرانهم ، والعيش حياة سعيدة بطريقة إيجابية.

## الأنشطة
عادةً ما تستخدم الكنيسة للاجتماع والتجمع ، على الرغم من أن بعضها لها مبانيها الخاصة. تختلف الأنشطة وفقًا للثقافة المحلية ولكنها غالبًا ما تشمل الصلاة والغناء والجمعيات الخيرية والمبيعات والرياضة وزيارة المرضى. في الولايات المتحدة ، تشتهر CYO بشكل أساسي ببرامجها الرياضية المنظمة ، ولا سيما الملاكمة وكرة السلة والبيسبول وألعاب المضمار والميدان والكرة الطائرة ، بالإضافة إلى فرق الطبول. غالبًا ما تكون مسابقاتها الرياضية تنافسية للغاية لدرجة أنه تم وصف ال CYO مازحا بأنه «سحق خصومك».

## المنظمة في العالم
شعار منظمات CYO المشتركة هو دائرة خضراء مقسمة إلى ثلاثة أقسام. يحتوي كل قسم على حرف واحد من الاختصار.

### غانا
وهي منظمة شبابية كاثوليكية في غانا. على المستوى الدولي، وهي عضو كامل في المظلة الكاثوليكية لمنظمات فيمكاب للشباب.

### نيجيريا
وهي منظمة شبابية كاثوليكية في نيجيريا. على المستوى الدولي ، وهي هي عضو كامل في المظلة الكاثوليكية لمنظمات الشباب.

### سيراليون
وهي منظمة شبابية كاثوليكية في سيراليون. على المستوى الدولي وهي عضو كامل العضوية في المظلة الكاثوليكية لمنظمات الشباب.

### أبرشية إنديانوبوليس
تم تأسيسها في أبرشية إنديانوبوليس في عام 1939 من قبل الأسقف ريتر.

### الفلبين
معظم الوحدات هي جوقات رعاياهم ، كما أنهم ينظمون أنشطة مختلفة في إطار لجان رياضية وروحية واجتماعية وثقافية وتنشئة وطرق ووسائل ولجان عضوية. ساعدت كل هذه المشاريع في رعاية إيمان الشباب المسيحي الفلبيني ونموهم الشامل وقدراتهم القيادية ومواهبهم الثقافية والفنية وحبهم للأسرة والمجتمع. تأسست CYO في الفلبين من قبل الأب. جورج جيه ويلمان في العام 1938 ، مع لوريتو باريش في سامبالوك ، مانيلا كوحدة تجريبية. قسيسها الوطني ، الفخري هو المونسنيور. فرانسيسكو تانتوكو ، والأب. جيروم كروز في دور قسيس وطني. يتم الاحتفال بيوم مؤسس CYO كل 29 يونيو ، وهو أيضًا الأب. عيد ميلاد جورج جيه ويلمان.